# Calosota ligniphila
Calosota ligniphila är en stekelart som först beskrevs av Jean Risbec 1952.  Calosota ligniphila ingår i släktet Calosota och familjen hoppglanssteklar. Inga underarter finns listade.